# Leopoldo Quiñónez
Leopoldo Quiñónez fue un futbolista peruano que jugaba como delantero y jugó por clubes del Perú y México.

## Trayectoria
Se inició en el club Alianza Lima, en los potrillos. En 1938 pasó al Deportivo Municipal donde logró los títulos del Campeonato Peruano de Fútbol de ese mismo año y de 1940, convirtiéndose en ídolo del club edil. Luego viajó a México a jugar por los ADO de Orizaba, junto con un par de compatriotas más, entre ellos Grimaldo González. Ficha por el Club Puebla en 1946 por un contrato de dos temporadas.
Después de idas y vueltas, Veracruz logra contratarlo para la temporada de 1948/1949, con los tiburones rojos ganó un campeonato de Primera División (torneo 1949/1950). Se retiró en el Tampico después de ganar con este club el torneo de 1952/1953 y el trofeo Campeón de Campeones 1953.
Durante su carrera jugó como delantero y se destacó por su precisión para rematar los penales.

### Participaciones en Juegos Bolivarianos
| Juegos                      | Sede     | Resultado |
| --------------------------- | -------- | --------- |
| Juegos Bolivarianos de 1938 | Colombia | Campeón   |

## Clubes
| Club                | País   | Año         |
| ------------------- | ------ | ----------- |
| Alianza Lima        | Perú   | 1936 - 1937 |
| Deportivo Municipal | Perú   | 1938 - 1945 |
| ADO de Orizaba      | México | 1945 - 1946 |
| Club Puebla         | México | 1946 - 1948 |
| Veracruz            | México | 1948 - 1951 |
| Tampico             | México | 1952 - 1953 |

## Palmarés

### Campeonatos nacionales
| Título               | Club                | País   | Año       |
| -------------------- | ------------------- | ------ | --------- |
| Liga Peruana         | Deportivo Municipal | Perú   | 1938      |
| Liga Peruana         | Deportivo Municipal | Perú   | 1940      |
| Liga Peruana         | Deportivo Municipal | Perú   | 1943      |
| Liga MX              | Veracruz            | México | 1949/1950 |
| Liga MX              | Tampico             | México | 1952/1953 |
| Campeón de Campeones | Tampico             | México | 1953      |